# خوان موراليس (منافس ألعاب قوى)
خوان موراليس هو منافس ألعاب قوى كوبي، ولد في 12 يوليو 1948 في مدينة سانتياغو دي كوبا في كوبا.

## وصلات خارجية
- خوان موراليس على موقع اللجنة الأولمبية الدولية (الإنجليزية)
- خوان موراليس على موقع أوليمبيديا (الإنجليزية)